# Francis Bott
Francis Bott (* 8. März 1904 in Frankfurt am Main; † 7. November 1998 in Lugano, Tessin; eigentlich Ernst Bott) war als deutscher Maler ein Vertreter der „Zweiten École de Paris“, also des französischen „Informel“.
Sein künstlerisches Schaffen weist zwei scheinbar gegensätzliche Schwerpunkte auf: surreale, phantastische Gegenständlichkeit und tachistisch, geometrische Abstraktion. Sein Werk besteht aus Gemälden, Glasmalereien, Handzeichnungen, Aquarellen, Gouachen, Plastiken und Objekten; auch als Bühnenbildner hat er sich betätigt.

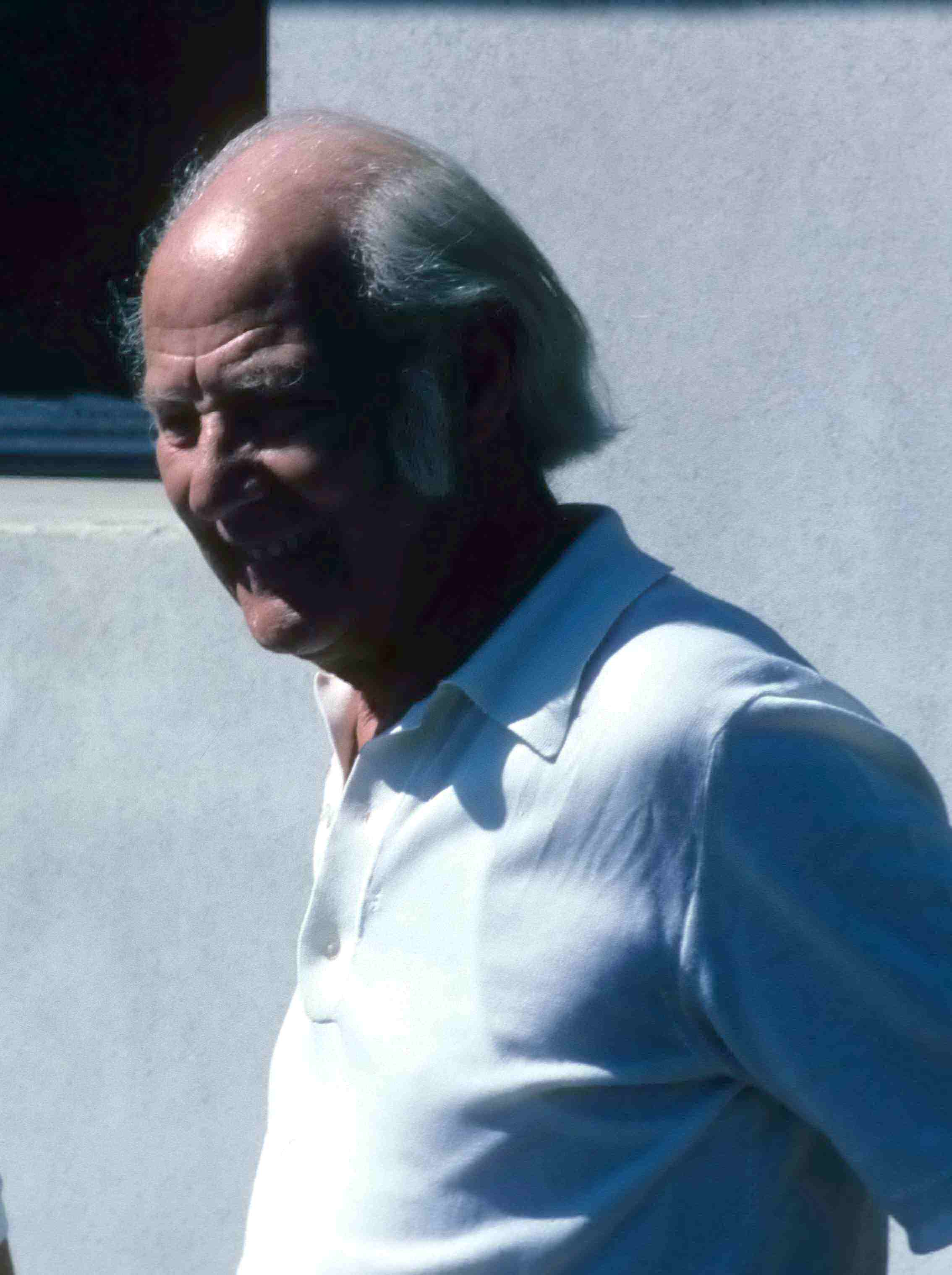
Francis Bott 1978 vor seinem Atelier in Breganzona (Lugano)

## Unbehaustes Leben
Francis Bott entstammt bürgerlichen Verhältnissen, doch führte ihn schon früh eine unstete Jugend mit der elterlichen Familie nach Frankreich, Belgien, Holland und in die Schweiz. Ab 1910 besuchte er verschiedene, meist französischsprachige Schulen und Internate in der Schweiz und in Belgien. 1918 kehrte die Familie nach Deutschland (Köln) zurück, wo Bott u. a. Anton Räderscheidt kennenlernte und sich dem Kreis um Heinrich Hoerle und Max Ernst anschloss. Versuche, als Koch oder im Büro seines Vaters zu arbeiten, scheiterten.
Von Gesprächen mit den „Kölner Progressiven“ und deren Anti-Kriegs-Gesinnung beeinflusst, baute sich Bott ein anarchistisches Weltbild auf. Sein Drang nach individueller Freiheit veranlasste ihn nach dem Tod des Vaters 1921, mit der so genannten Vagabundenszene ein Wanderleben als links-politisch engagierter Vagabund aufzunehmen, in dessen Verlauf er u. a. nach Berlin und als blinder Passagier oder Schiffskoch in die USA und nach Mexiko gelangte.
In Berlin lernte Bott 1924 Herwarth Walden und den Kreis um den „Sturm“ kennen. Im selben Jahr begegnete er in Dresden seiner späteren Frau Maria Gruschka („Manja“), einer in Polen geborenen Tochter eines Rabbiners. Wieder in Berlin, interessierte sich Bott 1925 im Kontakt mit Bertolt Brecht vor allem für das Theater.
1926 gingen Bott und Manja nach Wien. Seinen Lebensunterhalt verdiente er nun als Straßensänger, Gelegenheitsschauspieler und Postkartenmaler. Seine Verbindung zu Bertolt Brecht riss derweil nicht ab, und so traten Bott und Manja 1928 der Kommunistischen Partei Deutschlands (KPD) bei. 1930 zwang die Weltwirtschaftskrise das Paar, von Wien nach Frankfurt am Main zu Parteifreunden zu ziehen, doch 1932 waren die beiden wieder in Wien. Bott wurde in Abwesenheit in Frankfurt am Main wegen seiner dortigen politischen Tätigkeit zu Festungshaft verurteilt, 1933 in Nürnberg verhaftet, doch gelang ihm die Flucht zurück nach Wien. Auch dort festgenommen, sollte er nach Deutschland abgeschoben werden, doch wurde er an die tschechische Grenze gebracht, und so gelangten Francis Bott und Manja nach Prag.
Hier kam er mit dem österreichischen Expressionisten Oskar Kokoschka in Verbindung. Dieser überzeugte ihn, er sei ein Maler, und so wurde Bott durch ihn veranlasst, sich von nun an generell der Kunst zuzuwenden.
1936 mussten Bott und Manja die Tschechoslowakei verlassen und gelangten über Zagreb (Jugoslawien) und Oberitalien 1937 nach Paris, wo Bott Max Ernst und Pablo Picasso persönlich kennenlernte. Nach kurzer Teilnahme am Spanischen Bürgerkrieg im Thälmann-Bataillon wurde die französische Hauptstadt das Lebenszentrum des Paares.
1938 wurde Francis Bott Mitbegründer des „Freien Deutschen Künstlerbundes“. Bei Kriegsbeginn am 1. August 1939 wurde er interniert; er meldete sich als Freiwilliger für die französische Armee, wurde jedoch zunächst in verschiedene Lager verbracht. 1940 wurde Bott einer Einheit der britischen Armee zugewiesen und gelangte so nach Toulouse, wo Manja bereits eingetroffen war. Nach dem Ende der Kampfhandlungen wurde Bott in eine Liste von 87 deutschen Widerstandskämpfern aufgenommen, die gemäß dem Waffenstillstandsvertrag an die Nationalsozialisten auszuliefern waren. Er tauchte unter und arbeitete als Holzfäller in Couiza südlich von Carcassonne in den Corbières.
Am 14. Oktober 1940 heiratete Francis Bott Maria Gruschka, eine Konzession an die bürgerliche Welt, der er entstammte. Als am 11. November 1942 deutsche Truppen „Vichy-Frankreich“ besetzten, zogen sich Francis und Manja Bott nach Aurillac in das Département Cantal (Zentralfrankreich) zurück, und Bott schloss sich der Widerstandsgruppe der „Francs-tireurs et partisans“ an. Nach der Befreiung von Paris 1944 kehrten Bott und seine Frau dorthin zurück, und Bott verdiente seinen Lebensunterhalt durch Gelegenheitsarbeit. 1946 bezog Bott mit Manja ein Atelier auf dem Montparnasse. Frankreich blieb seine Wahlheimat. 1961 starb Manja an den Folgen von Krankheiten, die sie sich während der Zeit der Verfolgung zugezogen hatte.
1967 heiratete Bott in Basel ein zweites Mal – die Ärztin Aida Hussein, mit der er abwechselnd in Paris, München (bis April 1969) und Leonberg bei Stuttgart (Oktober 1969 bis September 1970) wohnte, wo Aida jeweils als Anästhesistin tätig war. 1970 erhielt Aida Arbeit in Locarno; Bott lebte nun abwechselnd in Paris und Losone. Ab 1974 fand Aida eine feste Anstellung in Lugano; Bott lebte abwechselnd in Breganzona und Paris. Obwohl er sich von 1970 an überwiegend im Schweizer Tessin, zuletzt in Ponte Tresa, aufhielt und in seinem Atelier in Breganzona (heute ein Ortsteil von Lugano) arbeitete, unterhielt Bott bis kurz vor seinem Tod 1998 sein Atelier auf dem Montparnasse.

## Künstlerisches Werk
Wechselhaft und unstet wie sein persönlicher Lebensweg verläuft auch der künstlerische Werdegang von Francis Bott: In den 1930er Jahren im Stil der Neuen Sachlichkeit beginnend fand er durch seine Bekanntschaft mit Max Ernst und Freundschaft mit Francis Picabia sowie seine Beschäftigung mit Salvador Dalí in den 1940er Jahren unmittelbar zum Surrealismus. 1948 wandte sich Bott der Abstraktion zu, der – wie er es ausdrückte – „neuen Weltsprache avantgardistischer Kunst“. Wesentlich für seinen künstlerischen Erfolg war seine Begegnung mit Alix de Rothschild, die Bott 1952 kennenlernte; sie kaufte von ihm ein erstes Bild und gewährte ihm ein Stipendium für ein Jahr. In den 1950er und 1960er Jahren gelangte er so zu seinem persönlichen Ausdruck im abstrakt-expressiven Spachtelauftrag von Farben, vor allem seinem „Bott-Blau“. Es entstand ein eigenständiges Werk aus Themen abstrakter, stark farbiger Gestaltung; es wurden seine überzeugendsten Bilder.
Francis Botts künstlerischer Erfolg wuchs. Im Sommersemester 1962 lehrte er als Gastdozent an der Hochschule für bildende Künste Hamburg. Seit Anfang der 1960er Jahre wurden seine Arbeiten in zahlreichen Galerien Europas ausgestellt.
In seiner letzten, in den 1970er Jahren einsetzenden Schaffensphase, die ab etwa 1976 von der Rückwendung zu seinen surrealistischen Wurzeln geprägt ist, nahm Bott seine eruptiven Ausdrucksformen zurück; seine Gemälde und Gouachen zeigten nun räumliche „Konstruktionen“. Sie wurden gefälliger, ließen die Darstellung menschlicher Gestalten wieder zu und spiegelten zuweilen die Heiterkeit weisen Alters. Francis Bott selbst sah am Ende seine abstrakten und surrealen Arbeiten als einheitliches Werk, als Synthese lebenslangen Schaffens.

## Ausstellungen (Auswahl)
- 1941: Montpellier, Galerie Bonnet
- 1948: Paris, Galerie Lydia Conti
- 1949: Paris, Galerie des Deux Iles; Montpellier, Galerie Bonnet
- 1951: „Zwei Pariser Maler“ (zusammen mit Henri Nouveau), Frankfurt, Darmstadt, Wiesbaden, Kassel, Amerika-Häuser;
- Wuppertal, Galerie Parnass; Köln, Galerie der Spiegel
- 1952: Paris, Galerie Baribizon
- 1953: Lima, Galerie Coungloa; Paris, Galerie de l’Edition-Imprimerie
- 1954: Paris, Atelier du Maître-Verrier Jean-Jacques Gruber
- 1955: Zürich, Kunsthaus; Paris, Galerie Michel Warren; Frankfurt/M., Frankfurter Kunstkabinett Hanna Bekker vom Rath
- 1956: München, Galerie Otto Stangl; London, Zwemmer Gallery; Basel, Galerie d’art moderne
- 1957: La Chaux-de-Fonds, Galerie Numaga; Berlin, Galerie Bremer
- 1958: Paris, Galerie Le Gendre und Galerie Bellechasse; Ascona, Galleria La Cittadella;
- Basel Galerie d’art moderne; Hagen, Karl-Ernst-Osthaus-Museum; Winterthur, Galerie ABC
- 1959: Paris, Galerie Le Gendre; London, Zwemmer Gallery; Oberhausen, Städtische Galerie; Basel, Galerie l’art moderne
- 1960: St. Gallen, Galerie im Erker; Düsseldorf, Galerie Hella Nebelung
- 1961: Rapperswil, Galerie 58; Bern, Galerie Schindler; Grenchen, Galerie Toni Brechbühl; Basel, Galerie l’art moderne
- 1962: Oslo, Horst Halvorsens Kunsthandel; Paris, Galerie Kriegel; Bochum, Städtische Kunstgalerie; Darmstadt, Kunstverein; Bremen, Kunsthalle
- 1963: Düsseldorf, Galerie Hella Nebelung
- 1964: Luzern, Galerie Räber; Toronto, Roberts Gallery
- 1966: Zürich, Galerie Beno
- 1967: Kreuzlingen, Galerie Latzer; Freiburg, Galerie Gräber
- 1968: Liestal, Galeria Seiler; Madrid, Galeria da Vinci
- 1969: Toronto, Roberts Gallery; Zürich, Galerie Coray
- 1970: Basel, Galerie Hilt und an deren Stand ART 1’70; Basel, Atelier Edition Lanz
- 1971: Montreux, Galerie Leresche; Grenchen, Galerie Toni Brechbühl
- 1973: Tenero, Galleria Matasci
- 1977: Amsterdam, Galerie d’Eendt; Campione d’Italia, Galleria Henze und an deren Stand in Basel ART 8’77
- 1978: Frankfurt/M., Frankfurter Kunstkabinett
- 1979: Bern, Galerie Schindler
- 1981: Campione d’Italia, Galleria Henze; Lugano, Biblioteca Cantonale; Metz - Pont-à-Mousson, Abbaye des Prémontres
- 1984: Lugano, Hotel Splendid; Campione d’Italia, Galleria Henze und an deren Stand in Basel ART 15’84 und in Köln, ART COLOGNE 1984
- 1985: Lugano, Overland Trust Bank
- 1987: Lugano, Städtische Kunsthalle in der Villa Malpensata; München, Galerie Wolfgang Ketterer
- 1989: Lugano, Galleria d’Arte La colomba
- 1990: Hamburg, Galerie Westenhoff; March - Hugstetten, Galerie Regio
- 1991: Frankfurt/M., Frankfurter Kunstkabinett Hanna Bekker vom Rath
- 1997: Galerie Orangerie-Reinz, Köln
- 2002: Galerie Königsblau, Stuttgart
- 2004: Galerie Henze & Ketterer, Wichtrach/Bern; Modern Art Matters, Zürich
- 2005: Kunsthalle Ziegelhütte, Appenzell
- 2009: Museo Cantonale d´Arte Lugano, Lugano

## Werke in öffentlichen Sammlungen (Auswahl)
- Aukland, City Art Gallery
- Basel, Kunstmuseum
- Caen, Musée des Beaux-Arts
- Hagen, Karl-Ernst-Osthaus-Museum
- Kaiserslautern, Pfalzgalerie
- Köln, Wallraf-Richartz-Museum
- Lausanne, Musée des Beaux-Arts
- Luxemburg, Musée de l'Etat
- Montreal, Musée d'art Contemporain
- Moutier, Musée Jurassien des Beaux-Arts
- New York, Museum of Modern Art
- Paris, Musée National d’Art Moderne
- Saint-Etienne, Musée d’Art et d'Industrie
- Stuttgart, Sammlung Domnick
- Zürich, Kunsthaus
- und in Privatsammlungen des In- und Auslandes